# بين ديفيز
بين ديفيز (بالإنجليزية: Ben Davies)‏ (27 مايو 1981 برمنغهام المملكة المتحدة - ) هو لاعب كرة قدم بريطاني يلعب كلاعب وسط.

## وصلات خارجية
بين ديفيز على موقع قاعدة بيانات كرة القدم.إي يو (الإنجليزية)
- بين ديفيز على موقع Soccerbase.com (لاعب) (الإنجليزية)
- بين ديفيز على موقع Soccerway.com (الإنجليزية)
- بين ديفيز على موقع عالم كرة القدم.نت (الإنجليزية)